# Monomorium mirandum
Monomorium mirandum is een mierensoort uit de onderfamilie van de Myrmicinae. De wetenschappelijke naam van de soort is voor het eerst geldig gepubliceerd in 1955 door Arnold.